# 过山车大亨2
《过山车大亨2》是一款由Chris Sawyer Productions公司制作、英寶格发行的电子游戏。本游戏最初于2002年10月在Windows发行。
玩家的目的是经营一个游乐园。
《过山车大亨2》由克里斯·索耶制作。他设计了游戏，并且完成大多数代码。
《IGN》给予本游戏8/10的分数。

## 軼事
2019年，國外玩家「Marcel Vos」在《模擬樂園2》中搭建了一個龐大的過山車設施，遊戲中的NPC需要花大約「82147年」（遊戲中時間），需要現實中12年的時間才能坐完一圈，作者自己都將其命名為「煎熬的12年」（12 Years Of Suffering）。同年，在一個Bug修復之後，他又完成了下一個作品：運行一趟估計要花現實中45年的雲霄飛車。